# Abolboda dunstervillei
Abolboda dunstervillei är en gräsväxtart som beskrevs av Bassett Maguire och Robert Kral. Abolboda dunstervillei ingår i släktet Abolboda och familjen Xyridaceae. Inga underarter finns listade i Catalogue of Life.